# Acalolepta sondaica
Acalolepta sondaica är en skalbaggsart som först beskrevs av Stefan von Breuning 1935.  Acalolepta sondaica ingår i släktet Acalolepta och familjen långhorningar. Inga underarter finns listade i Catalogue of Life.